# ファイナル・クライシス
『ファイナル・クライシス』（Final Crisis）は、2008年から2009年にかけてDCコミックスから出版されたクロスオーバーのストーリー展開、及びコミックのタイトルである。

## タイイン
- Batman #682-683, #701-702
- DC Universe #0
- DC Universe: Last Will and Testament
- Final Crisis: Legion of 3 Worlds #1-5
- Final Crisis: Rage of the Red Lanterns (one-shot)
- Final Crisis: Requiem (one-shot)
- Final Crisis: Resist (one-shot)
- Final Crisis: Revelations #1-5
- Final Crisis: Rogues' Revenge #1-3
- Final Crisis: Secret Files (one-shot)
- Final Crisis: Sketchbook (one-shot)
- Final Crisis: Submit (one-shot)
- Final Crisis: Superman Beyond #1-2
- Justice League of America (vol. 2) #21
- Superman Batman #76
- Superman #670
- Action Comics #866-867

## あらすじ
子供の失踪事件を捜査していた探偵のダン・ターピンは港で死に際のオライオンを見つける。オライオンは「奴はお前たちの中にいる。戦え。」という言葉を残して死ぬ。ターピンはレニー・モントーヤから不審なクラブの存在を教えられ向かう。ターピンが去った後、グリーンランタンのジョン・スチュワートが現場に駆け付け、ニューゴッドのオライオンが地球で殺害されていることから他のニューゴッドも地球にいる可能性を考える。クラブを訪れたターピンは洗脳された大勢の子供を発見し、失踪事件の犯人が人間に転生したダークサイドであることを知る。さらにダークサイドはリーブラにヴィランを集めさせ、マーシャン・マンハンターを殺害する。
ジャスティス・リーグがオライオンの遺体を引き取り調査した結果、バットマンはオライオンの死因が射殺であると推測する。一方、ジョン・スチュワートが殺害現場から証拠となる銃弾を発見した直後に何者かによって襲われ、ガーディアンズから派遣されたアルファランタンがオライオン殺害とジョン・スチュワート殺害未遂の容疑でハル・ジョーダンを逮捕する。バットマンがアルファランタンの1人クラーケンの不穏な動きを察して問い詰めると、クラーケンはバットマンをブームチューブを使って政府管轄の施設「コマンドD」へ連行する。ウォーリー・ウェストとジェイ・ギャリックがマーシャン・マンハンターの殺害現場を調査中に、死亡したと思われていたバリー・アレンと遭遇し、ウォーリーはスピードフォースに取り込まれる。スーパーマンは救援要請を受けてダークモニター・マンドラックと戦うために時空を超えて独自に行動する。ワンダーウーマンはブルードヘイブンを調査中に狂乱したメアリー・マーベルに襲撃され薬物で洗脳される。ヒーローが次々と行方不明になっていく中、アラン・スコットは危機に備えヒーローたちを招集する。
ダン・ターピンは本能の赴くままにブルードヘイブンを訪れ、地下施設のコマンドDへ辿り着く。そこではアポコリプスのニューゴッドたちによって人体実験が行われていた。ターピンはダークサイドの新たな肉体として改造されてしまう。また、ダークサイドはあらゆるデジタル機器を経由して「反生命方程式」を世界中に拡散させ、人間の自由意志を奪って労働力となる奴隷や兵士に変えていく。バリーとウォーリーがスピードフォースから抜け出した時、人類のほとんどがダークサイドに洗脳されていた。
ヒーローたちは隔離された独自のネットワークやデイリー・プラネットの発行する紙の新聞で生存者と連絡を取り合いながらダークサイドの軍隊に抗戦するが、その数に圧倒され残されたヒーローも次々と「反生命方程式」に洗脳され兵士ジャスティファイアーになっていく。そこへ洗脳を免れた生存者のタトゥードマン、シロ・ノーマン、ソニー・スモーの助言で活路を見出す。レックス・ルーサーとドクター・シヴァナは人間が死に抗う様子を見届けた後、リーブラを裏切り殺害する。洗脳を耐え抜き施設を脱出したバットマンはラジオン弾を持って再びコマンドDに向かい、肉体が完成する直前のダークサイドを撃ち抜く。しかし、バットマンもダークサイドの放ったオメガビームが直撃してしまう。
激昂したスーパーマンがコマンドDの防壁をヒートビジョンで焼き尽くし、バットマンの亡骸を見つけ抱きかかえる。ダークサイドが時を遡る銃で過去のオライオンを殺すためにラジオン弾を撃った瞬間、そこへバリーとウォーリーがスピードフォースを駆け抜け、2人のフラッシュによって特異点が生まれダークサイドに死がもたらされる。ダークサイドはダン・ターピンの肉体を失うが霊魂となって再び現れ、スーパーマンは音楽を歌ってその強烈な周波数でダークサイドの存在を完全に消滅させる。さらにスーパーマンはブレイニアック5から31世紀の未来で教えてもらった、思考を具現化する装置「ミラクルマシーン」を現代で組み立て、それを使ってハッピーエンドを願い世界を再生する。

## 書誌情報

### 翻訳版
- ファイナル・クライシス Vol.1

ヴィレッジブックス刊。2018年9月28日発売 ISBN 978-4-86491-392-8
- ファイナル・クライシス Vol.2

ヴィレッジブックス刊。2018年10月31日発売 ISBN 978-4-86491-393-5

### 原語版
- Final Crisis (hardcover) 2009年6月16日発売 ISBN 978-1401222819
- Final Crisis (softcover) 2010年6月8日発売 ISBN 978-1401222826
- Final Crisis Companion 2009年6月16日発売 ISBN 978-1401222741
- Absolute Final Crisis 2012年11月6日発売 ISBN 978-1401235116
- Final Crisis (New Edition) 2014年4月22日発売 ISBN 978-1401245177
- Final Crisis 10th Anniversary Omnibus 2018年10月2日発売 ISBN 978-1401285036